# Fair play
A fair play (magyarul kb. sportszerűség) a tiszta eszközökkel játszott mérkőzés és az ellenféllel szemben tanúsított sportszerű magatartás eszméje. A fair play egyszerre jelenti a szabályok, az ellenfél, a bíró döntéseinek, a közönség, valamint a játék szellemének tiszteletét, a csapatszellemet, a lojalitást, valamint az önérzetet a győzelemben éppúgy, mint vereség esetén.
A kifejezés az angol fair (becsületes, korrekt, tisztességes) és play (játék, játszma) szavakból ered, de manapság az egész világon elterjedten használják, nemcsak a sportban, hanem az élet más területén is.

## Történelmi áttekintés
A sportszerűség és annak betartása nyomon kíséri – nem csak – a labdarúgás fejlődésének útját. A játék kezdeti időszakában azt tételezték fel, hogy senki sem követ el szándékosan szabálytalanságot, hanem vagy gondatlanságból, vagy a szabályok nem ismerete miatt hibáznak. A labdarúgás egyre szervezettebb, célokért való küzdelmeiben a csapatok vagy játékosaik mindent elkövetnek – akár a szabályok áthágásával vagy a sportszerűség figyelmen kívül hagyásával -, hogy az adott mérkőzést minden körülmények között megnyerjék. A Nemzetközi Labdarúgó-szövetség (FIFA) már megalakulásakor programjába iktatta a fair play elhivatott védelmét.
Az XX. század utolsó évtizedeiben a felerősödő negatív jelek és események szinte megkövetelték, hogy az eddigi erőfeszítéseket további, konkrét intézkedések kövessék. 1982-ben a FIFA Végrehajtó Bizottsága felhívással fordult az érintettekhez az erőszak elleni fellépés érdekében.
A FIFA aggodalommal teli figyelemmel kísér minden olyan irányzatot, amit a labdarúgás körében fokozódó tömegben előforduló büntetendő erőszak okoz. Teszi ezt akkor is, ha az ilyen rendzavarást okozók a labdarúgást kedvelőknek csak egy csekély kisebbségét jelentik is, hiszen ez komoly veszély a labdarúgás jövőjére. Az ilyen jelenségek nem korlátozódnak csak a labdarúgásra, hanem kifejezik azt a társadalmi nyugtalanságot is, amely kereskedelmi, politikai és szociális téren feszültségeket okoz számos országban.
A FIFA azonban, lehetőségeinek keretein belül, nem akarja kivonni magát a játékosok és a nézők befolyásolásának munkájából, a sportszerűség kívánalmainak megfelelően. Ezzel kapcsolatban egy intézkedési katalógust dolgoz ki. Mindezekért és mindezekkel kapcsolatban a FIFA felszólítja a labdarúgó sport minden barátját, állami, nemzeti szövetségeket, egyesületeket, hogy a fair play-akcióban vegyenek részt, és reméli a tömegek támogatását is. Kéréssel fordul ugyanakkor minden jelentős és tekintélyes társadalmi szervhez, hogy az erőszak elleni harcban közösen vegyenek részt, és ilyen szándékukat ne csak a sport területére korlátozzák.

## Legyen sportszerű
A játék tisztasága, szépsége érdekében a FIFA 1988-ban tartott 46. kongresszusán meghirdette a sportszerűségi kampányát. Jelszava: A labdarúgás sportszerűség, sportszerűség a labdarúgás.
Az első főpróba az Olaszországban rendezett XIV., az 1990-es labdarúgó-világbajnokság döntő helyszínén volt. Ezen a tornán a sportszerűséget állították a középpontba. Minden mérkőzésen lobogtatták a hatalmas sárga zászlókat – Fair play please! (Kérjük legyenek sportszerűek!) – felirattal. Betartását elsősorban a játékvezetőktől követelték meg, azzal az indoklással, hogy a világbajnokság sportszerű lebonyolításának kulcsa a játékvezető kezében van. Abban az esetben, amikor a csapatok jó partnereknek bizonyultak, és a játékvezető is értette a dolgát, felcsillant a labdarúgás minden szépsége. Ellenkező esetben.....

### Európai Labdarúgó-szövetség
Az UEFA mint a FIFA tagszövetsége, maga is csatlakozott a kampányhoz. Meghatározta azokat az alapelveket, amelyek a fair playt jellemzik, és amelyek a mérkőzés résztvevőire érvényesek.
Az UEFA ajánlásokat tett a nemzeti szövetségeknek a fair play erősítésére. Javasolták a fair play-bizottságok megalakítását. Az UEFA fair play-bizottságában hazánkat dr. Szilágyi György, az MLSZ elnökségi tag képviseli. Szorgalmazták fair play-díjak alapítását: jutalmakat a csapatok, a nézők elismerésére.
Az UEFA kampánya a Svédországban rendezett IX., az 1992-es labdarúgó-Európa-bajnokság  helyszínén vizsgázott első alkalommal – jól.

## Az európai labdarúgás etikai kódexe

### Az etikai normák alapelvei
Ezek a normák a sportot olyan társadalmi és kulturális jelenségnek tekintik, mely – ha a fair play szellemében űzik – a társadalmat gazdagítja, és elősegíti az egyének, csoportok, nemzetek közötti barátságot. A sport mindenkinek lehetőséget nyújt képességeinek felismerésére, fejlesztésére és kifejtésére. A sport azon kívül elősegíti az egyéni jólétet, a társadalmi együttélést és az egészséget.
Az etika nem korlátozódik az írott szabályok betartására. Ez a fogalom a játékosok, edzők, játékvezetők és csapatvezetők egymással szembeni helyes magatartását. És az alkalmazkodási szellemet is magában foglalja. Az etika azon a gondolaton alapszik, hogy képesek vagyunk beleélni magunkat, a mások helyzetébe, és ennek megfelelően cselekedni. Az etikai normáknak megfelelő magatartás egyre fontosabbá válik a mai élvonalbeli labdarúgásban. Minél magasabb a színvonal, annál nehezebb a teljesítmény fokozása, és egyre kisebbé válik a különbség győztes és vesztes között. Ezzel együtt növekszik a kísértés, hogy meg nem engedett eszközökhöz nyúljunk, ha ez által megtehető a sikerhez szükséges utolsó kis lépés. Gerhard Aigner főtitkár.

### A fair play definíciója
A fair play jelentése a tiszta eszközökkel játszott mérkőzés és az ellenféllel szemben tanúsított sportszerű magatartás eszméje. Ez a sport egyik legnemesebb tényezője, hiszen maga a sport hozta létre a fair play-t. Ez az eszme azért is fontos, mert csak a sportszerű mérkőzés jelent igazi szórakozást. A fair play fogalma a következő alapelvekben fejezhető ki. Ezek éppúgy érvényesek a játékosokra, mint a mérkőzéssel kapcsolatos bármely személyre. Alapelvek:
- Tiszteletben kell tartani a játékszabályokat, valamint a különböző bajnokságok, tornák szabályzatát.
- Minden erőfeszítést meg kell tenni az ellenféllel, a játékvezetőkkel és a mérkőzésen részt vevő minden más személlyel (nézőkkel, csapatvezetőkkel, a média képviselőivel) szembeni sportszerű magatartás érdekében.
- A mérkőzés minden résztvevőjét ösztönözni kell, hogy e viselkedési szabályokat betartsa, ennek megfelelő magatartást tanúsítson a mérkőzés előtt, alatt és után, bármi legyen is a mérkőzés eredménye és a játékvezető döntése.

#### Etikai normák a csapatvezetők számára

##### Kötelezettségek a sportággal szemben
- A vezető saját csapatának a nemzeti és nemzetközi labdarúgás érdekében való fejlesztése /pl. a válogatott csapat játékosainak rendelkezésre bocsátása, vissza nem tartása olyan játékosoknak, akik más csapatokban ígéretesen tudnak fejlődni/.
- Ismeretek és tapasztalatok megosztása másokkal, melynek során a tájékoztatásra várók /pl. a nemzeti szövetség/ érdekeit saját érdekeinél előbbre helyezik.

##### Kötelezettségek a csapattal szemben
- A csapatvezető tegyen meg minden olyan erőfeszítést, amivel elősegítheti a sportbeli, technikai, taktikai képességek fejlesztését, hogy a csapat a megengedett eszközökkel a lehető legjobb eredményeket érjen el.
- A csapat érdekeit helyezze saját egyéni érdekei elő.
- Akadályozza illegális vagy sportszerűtlen eszközök alkalmazását a saját csapat játékosai, edzői vagy más vezető személyei stb. részéről /pl. a doppingot, vagy az edző olyan taktikai utasítását, amely az ellenfél kulcsjátékosának megsérülését célozza/.
- Támogassa az etikai elvek érvényesülését.

##### Kötelezettség a közönséggel szemben
- Adja meg a médiának a szükséges információkat, a személyiségi jogok keretein belül.
- Információi szigorúan ragaszkodjanak az igazsághoz és valósághoz.

Az alábbiakban felsorolt normák a csapatvezetők különböző kötelezettségei szerint vannak rendezve. A „csapatvezetők” megjelölés magában foglalja az egyesületek felelős vezető személyeit, valamint a válogatott csapat felelős vezetőit /annak ellenére, hogy egyes pontok nem alkalmazhatók mindegyikükre/.

#### Etikai normák az edzők számára

##### Kötelezettségek a sportággal szemben

###### Az edző kötelessége, hogy
- Támogassa a labdarúgósportot annak összes értékével együtt, hogy elnyerje a fiatalok támogatását és lelkesedését – akik a holnap hősei, szurkolói és vezetői lesznek,
- Fejlessze és javítsa szakmai ismereteit – a tudományos kutatási eredmények, a gyakorlati tapasztalatok és a szakmai útmutatások tanulmányozásával,
- Megossza szakmai tudását kollégáival, különösen a fiatalabb generáció tagjaival, különösen, ha erre felkérik /pl. szakmai konferenciák keretében, cikkek írásával stb./,
- Oly módon fejlessze saját csapata képességeit és teljesítményét, oktassa a technikát és taktikát, amely – a sikerrel együtt – a labdarúgást a nézők számára vonzóvá teszi,
- Megóvja a labdarúgást minden negatív befolyástól.

##### Kötelességek saját csapatával szemben, s annak játékosaival szemben

###### Az edző kötelessége,általánosan
- Hogy játékosainak és segítőinek egészsége prioritást élvezzen,
- Hogy minden tőle telhetőt megtegyen és sportbeli, technikai, taktikai stb. területek fejlesztésére, s minden megengedett eszköz segítségével, csapatával a legjobb eredményeket érje el,
- Hogy játékosaival megértesse és betartassa a sportszerű magatartás szellemének alapelveit,
- Hogy elkerüljön minden olyan lépést, amely hosszú távon az egészségre vagy testi fejlődésre veszélyeket hordoz magában.

###### Speciálisan, ha fiatal játékosokkal dolgozik
- Hogy a gyerekeknek olyan sportbeli tapasztalatot adjon át, ami egész életükben egészséges fizikai tevékenységre sarkalja őket,
- Hogy kerüljön olyan elvárásokat a gyerekekkel szemben, ami nincs arányban annak képességeivel,
- Hogy ugyanolyan érdeklődéssel kísérje a kevésbé tehetséges gyermekeket, mint a tehetségeket, a versenyen elért sikereken túl is emelje ki és jutalmazza az igyekezetet és ennek eredményeit,
- Hogy minél több információval lássa el, s világosítsa fel a fiatal sportolót és családját a túlzott teljesítmény-centrikusság veszélyeiről.

##### A játékszabályok és versenyszabályzatok betartása
Elsősorban az edző és a játékosok felelősek a játék szelleméért.

###### Ezért az edzőnek kötelessége
- Tiszteletben tartani a játékszabályokat, a versenykiírásokat és a játék szellemét, s eszerint irányítani a játékosait,
- Kerülni a szabályok kijátszásának kísérletét,
- Tiltani a tiltott szerek használatát játékosai körében.

##### Az ellenfél játékosainak tiszteletben tartása
- Legyen példakép játékosai számára abban is, hogy előzékenységet, udvariasságot tanúsít az ellenféllel – annak játékosaival és vezetőivel – szemben.
- Tanítsa meg játékosait „az ellenfél nem ellenség” szellemére.
- Tartózkodjon az erőszakos játék taktikájától, az ellenfél megfélemlítésétől.
- Akadályozza meg a mérkőzés elrontását azzal, hogy az ellenfelet vulgáris kifejezésekkel illeti. A hivatalos személyek /játékvezetők és segítőik, tartalék játékvezetők, hivatalos ellenőrök/ tiszteletben tartása.

##### Az edző
- Viselkedjék udvariasan a mérkőzés játékvezetőivel, hivatalos személyeivel szemben.
- Legyen megértéssel a játékvezetés nehézségeivel szemben, méltósággal fogadja el a döntéseket.
- Legyen tudatában annak, hogy a mérkőzés két fél között rögzített játékszabályok keretében folyó erőpróba, s ebben a játékvezető a mérkőzés fontos részét képezi, mint a játék rendjét fenntartó és döntéshozó személy.

###### Kötelességek a közönséggel és a médiával szemben
Az edző kötelessége, hogy
- megadja a szükséges tájékoztatást a média képviselőinek – azok kérdései esetén – a személyiségi jogok keretein belül,
- őrizze meg méltóságát a közönséggel és a médiával szemben, függetlenül az eredménytől éppúgy, mint a nézők vagy a média provokációjától,
- információban szigorúan az igazsághoz és a valósághoz tartsa magát.

A labdarúgás etikájának kialakításában az edző személye kulcsfontosságú. Az etikával kapcsolatos felfogásuk és beállítottságuk közvetlenül kihat játékosai magatartására. Viselkedésük morális oldalának ezért különösen nagy a jelentősége.  Az edzőnek tudatában kell lennie, hogy majdnem minden döntésnek, cselekedetének és stratégiai céljának erkölcsi kihatása van. Intellektuális és emocionális szándékait egyensúlyban kell tartani, megfelelő beleérzőképességgel összekötve.
A győzelem természetesen minden edzőnek alapvető törekvése. Az etikai normák nem állnak ellentétben a győzelem elérésének célkitűzésével.  A bármi áron való győzelem gondolkodásmódjától azonban el kell határolódniuk. A fiatalokkal dolgozó edzőkre többletfelelősség is hárul. A fiatalok egészsége, biztonsága, jóléte és erkölcsi nevelése fontosabb, mint az egyesület, az iskola, az edző vagy a szülék hírneve vagy presztízse.

#### Etikai normák a játékosok számára

##### Kötelességek a sportággal szemben
A mérkőzések minősége, a résztvevők és nézők öröme és szórakozása elsődlegesen a játékosok teljesítményétől és magatartásától függ:
- e normák elvárják a játékosoktól, hogy minden erőfeszítést tegyen meg sportbeli – technikai, taktikai, erőnléti stb. – képességeinek fejlesztésére,
- a mérkőzés során tanúsítson maximális erő – és teljesítménykifejtést, még akkor is, ha csapata már elérte a kívánt eredményt /biztos győzelem, továbbjutás stb./,
- nyújtson pozitív példát a fiatal játékosoknak,
- kerülje az antifutballt, az időhúzás minden formáját,
- a pályán kívüli magatartásával segítse elő a labdarúgás megbecsülését.

##### Kötelezettségek a játékos saját csapatával szemben
E kötelezettségek jó része azonos az előző pontban említettekkel. Nem áll ellentétben az etikával az, ha egy professzionalista játékos képességeiért maximális pénzügyi hasznot akar szerezni, és kiaknázza saját „piaci értékét”. Elvárható azonban, hogy szerződésében vállalt kötelezettségeinek eleget tegyen.
- Minden megengedett eszközzel küzdjön csapatának győzelméért.
- Álljon ellen az ún. fekete pénzekkel kapcsolatos minden kísérletnek /pl. vesztegetésnek/.

##### A játékszabályok és a versenyszabályok tiszteletben tartása
- Az etikai normák megkívánják a játékostól a szabályok betartását és a játék szelleméhez való alkalmazkodást.
- Megkívánják továbbá a siker és balsiker, győzelem és vereség sportszerű és túlzott érzelemnyilvánítás nélküli elfogadását,
- Valamint ellenállást mindennemű doppingolással szemben.

##### Az ellenfél játékosainak tiszteletben tartása
- A játékos mindenkor tanúsítson megbecsülést az ellenfél iránt, tekintet nélkül a mérkőzés eredményére.
- Ne veszélyeztesse az ellenfél testi épségét, kerülje az erőszakot és durvaságot, segítsen a sérült ellenfélnek.
- Kerülje az ellenfél hátrányára elkövetett csalás különböző formáit, pl. szabálytalanság vagy sérülés tettetése az ellenfél megbüntetésének kiprovokálására.

##### A játékvezető tiszteletben tartása
- Ide tartozik mindenekelőtt a játékvezető döntéseinek tiltakozás nélküli elfogadása.
- Ezen kívül a játékos kerülje a játékvezető megtévesztését szavakkal vagy cselekedetekkel /pl. szabálytalanság tettetése büntetőrúgás kiprovokálására/.

##### A csapatvezetők tiszteletben tartása
- Kövesse az edző és a csapatvezetők utasításait, feltéve, hogy ezek nem mondanak ellent ezen etikai kódex szellemének.
- Tanúsítson tiszteletet az ellenfél csapatának vezetői iránt.

##### Kötelezettségek a közönséggel és a médiával szemben
- A játékos tegyen meg mindent annak érdekében, hogy magatartása és teljesítménye a közönség számára vonzó legyen.
- Tartsa tiszteletben az ellenfél szurkolóit.
- Adjon meg minden szükséges információt – a személyiségi jogok keretein belül – a média kérésére, mindig szigorúan ragaszkodva az igazsághoz és a valósághoz.

Az alábbiakban felsorolt normák a kötelezettségek csoportjai szerint sorolja fel a játékosok magatartási szabályait.
Elsősorban az élvonalbeli labdarúgókhoz szólnak, főképpen az UEFA-tornák résztvevőihez, de minden szinten játszó játékosra érvényesek, függetlenül attól, hogy profi vagy amatőr labdarúgóról van szó, vagy éppen e sportágat csupán szabadidejében űző játékosról.

#### Etikai normák a játékvezetők számára
Játékvezetők, azok segítői, tartalék játékvezetők

##### Kötelezettségek a sportággal szemben
A játékvezetőnek kötelezettségei vannak a sportággal, azaz a játékkal szemben a szó legtágabb értelemben. Egyik ilyen kötelezettsége, hogy gondoskodjék a játék folyamatosságáról és vonzó érdekességéről, amelyet nem szakítanak meg felesleges időkiesések.
- A játékvezetőnek mindent meg kell tennie /edzésekkel stb./ azért, hogy fizikailag és szellemileg jó állapotban legyen. Fizikailag képesnek kell lennie a leggyorsabb játék követésére is, szellemileg pedig élénknek kell lennie, és késznek arra, hogy a helyes döntést a legjobb megfigyelési pozícióból tudja meghozni.
- Legyen bátorsága a döntések meghozatalánál. Kiegyensúlyozottan és határozottan lépjen fel, s ne hagyja magát befolyásolni a játékosok, csapatvezetők vagy a nézők részéről.
- Legyen mindig becsületes és pártatlan, tekintet nélkül a részt vevő csapatokra, országokra, játékosokra vagy csapatvezetőkre.
- Amennyiben fizikailag vagy szellemileg nincs megfelelő állapotban a mérkőzés levezetésére /betegség, sérülés vagy családi okok következtében/, mondja le a játékvezetésre vonatkozó felkérést.

##### Kötelezettségek a csapatokkal szemben
E kötelezettségek közül több is azonos az előző fejezetben említettekkel. Azt azonban meg kell jegyezni, hogy az etika megköveteli a csapatokkal szembeni tiszteletet.
- A játékvezetőnek tájékoztatnia kell az illetékes nemzeti és/vagy nemzetközi szövetséget, ha valamely csapattal kapcsolatban összeférhetetlensége áll fenn /személyes kapcsolat, korábbi incidens stb. következtében/.
- A játékvezető nem kérhet olyan vendéglátást, mely az UEFA rögzítette normákat, meghaladja.
- A játékvezetőnek vissza kell utasítania a „vendégszeretet” túlzott megnyilvánulásait.

##### Kötelezettségek a játékosokkal szemben
A játékvezetőnek kellő higgadtsággal kell alkalmazniuk a ráruházott korlátlan hatalmi jogkört. Az autoritást és a határozott magatartást a másik ember tisztelete kell, hogy kísérje.
- A játékvezetőnek védenie kell a játékosokat.
- Verbális kapcsolata során kellő tiszteletet kell tanúsítania a játékosokkal szemben akkor is, ha azok szabálytalanságot követtek el.
- Jelentésében a játékvezetőnek szigorúan tartania kell magát az igazsághoz és a valódi történésekhez.

##### Kötelezettségek a többi játékvezetővel, a játékvezető segítőivel és a tartalék játékvezetőkkel szemben
A játékvezető tartózkodjék a játékvezető-kollégák és segítők nyilvános kritikájától. Járuljon hozzá a fiatal játékvezetők fejlődéséhez. A játékvezető segítője nyújtson teljes támogatást a vezető játékvezetőnek, a nélkül azonban, hogy illetéktelenül beavatkozna a játékba.

###### A játékszabályok korlátlan hatalommal ruházzák fel a labdarúgó-mérkőzések játékvezetőit, nevezetesen
- A játékokkal és a mérkőzés eredményével kapcsolatos döntései véglegesek.
- Korlátlan joga, hogy a mérkőzést bármikor megszakítsa attól a pillanattól kezdve, hogy a játéktérre lép meginti a sportszerűtlenségben vétkes játékost, sárga kártya felmutatásával figyelmezteti a szabálytalan vagy sportszerűtlen magatartást tanúsító játékosokat, piros kártya felmutatásával kiállítja azt a játékost, aki véleménye szerint durva játékban…stb. vétkes.

Ilyen hatalom gyakorlásához a játékvezetőnek magas etikai szintre van szüksége. Nemcsak a játékvezetés színvonala, hanem a játékvezető és segítőinek magatartása is – közvetlenül vagy közvetve – kihívással van a mérkőzés minden résztvevőjének viselkedésére. Ezen etikai normák minden fejezetében találunk  játékvezetők és segítőinek tiszteletben tartása című részt.
Mint az európai labdarúgás etikai normái alapelveinek minden egyéb területén, az alábbiakban felsorolt normák is az érintett személyek különböző kötelezettségei szerint vannak rendezve.
E normák elsősorban azokhoz a játékvezetőkhöz szólnak, akik az élvonalbeli labdarúgásban, főként pedig az UEFA mérkőzésein tevékenykednek. Néhány kevés kivétellel azonban vonatkoznak minden osztály játékvezetőjére és segítőire, legyen szó profi vagy amatőr labdarúgásról, vagy akár csupán szabadidős futballról.
A nagy sportversenyek őse a görögök olimpiai játéka volt, a küzdő sportoknak azt a részét, amelyet legközelebbi rokonságba lehet hozni a cirkuszi játékokkal, századokon keresztül fejlesztették és ápolták a rómaiak, az ógörög olimpiai gondolatot a francia Pierre de Coubertin báró ültette át a modern korba, az új sportszellem gyökerét mégis Angliában kell keresni. A versenysportok nagy része Angliából indult világhódító útra, Angliában készültek a sportok nagy részében ma is világszerte érvénybe levő szabályai, angol sportemberek szervezési buzgósága teremtette meg a sportklubok mintapéldányai, a szövetségi szervezetek szabályai angol példák után igazodnak s a sportéletben világszerte megkövetelt fair play az angol sportéletben fejlődött ki példaadó tökéletességűvé. A világon mindenütt az angol sportember példáját állítják a versenyző csemeték elé, előadásokat tartanak nekik, hogy az ellenfelet mindig meg kell becsülni és sohasem szabad ellenségnek, tekinteni. Meg kell tanulni szépen, fegyelmezetten, az úriember viselkedésének korlátai között győzni, és ugyanígy veszíteni, elismerő szavakat találni győzőnek és legyőzöttnek ellenfele számára. Óvakodni kell attól, hogy az ellenfél testi épségét veszélyeztessék, versenybírói tévedésekből nem szabad tőkét és előnyt kovácsolni, véletlen hibákért nem megszégyenítő bocsánatot kérni.

## Az MLSZ fair play bizottsága
Az UEFA útmutatása alapján a nemzeti szövetségek, így az MLSZ is megalakította a saját fair play bizottságát. A bizottság összetétele: elnök Baróti Lajos-, tagok: Almási János, dr. Nagy László, Nagy Mihály, dr. Stieger Károly, Szepesi György, dr. Szilágyi György és Zombori Sándor. Az 1993-1994-es bajnoki évben a Versenykiírásban meghatározott szempontok alapján értékelik a csapatok sportszerűségét.

### Értékelő lap
Az értékelő lap öt kritérium alapján minősíti a csapatok fair play magatartását. Az értékelésben elsősorban pozitív elemeket kifejezésre juttatni. Az egyes kritériumokra megállapított maximális érték csak kifejezetten pozitív magatartás esetén adható.

#### Kritériumi elemek

##### Sárga és piros lapok
Maximum 10 pont, amelyből levonható:
sárga lap esetén: 1 pont
piros lap esetén: 3 pont
Ha egy játékos, aki már kapott sárga kártyás figyelmeztetést, újabb sárga kártyával büntetendő szabálytalanságot követ el, és ezért kiállítják (sárga/piros kártya), akkor csak a kiállítás miatti 3 pontot kell levonni. Ha azonban a játékos, aki már kapott sárga kártyás figyelmeztetést, olyan szabálytalanságot követ el, amelynek a büntetése azonnali kiállítás, akkor 1 + 3 = 4 pontot kell levonni.
A sárga- és piros lapok az egyetlen olyan tétel, amelynél negatív érték is előfordulhat (pl. négy kiállítás 10 – 4 x 3 = 2 pontot eredményez).

##### Pozitív játék
Maximum 10 pont, minimum 1 pont.
E kritérium célja a pozitív játék honorálása. Pozitív játék az, amely vonzó a nézők számára. Az értékelésnél a következő szempontok lehetnek irányadók. Pozitív elemek: aktív játék-, a játék felgyorsítása-, a holt idő megrövidítése (pl. a pályáról kiszállt labda gyors vissza hozatala, még győzelmi állásnál is)-, gólra-törő játék a kívánt eredmény (pl. idegenbeli döntetlen) elérése után is. A pozitív játék általában szoros kapcsolatban van a kidolgozott gólhelyzetek, illetve az elért gólok számával. Negatív elemek: passzív játék-, időhúzás-, szabálytalanságokra alapozott taktika, szimulálás, stb.

##### Magatartás az ellenféllel szemben
Maximum 5 pont, minimum 1 pont.
A tétel értékelésénél kerülni kell az átfedéseket (pl. kétszeri számbavételt a már figyelembe vett sárga és piros lapok esetében). Figyelembe vehető azonban a kártyával büntetett szabálytalanságok súlyossága, valamint azok a szabálytalanságok, amelyekért a játékvezető nem adott kártyát.
A pontszám megállapításánál értékelni kell a pozitív gesztusokat (pl. segítség a sérült ellenfélnek). Különösebb pozitív gesztus nélkül, de egyébként nem kifogásolható magatartás 3 pontot érdemel.

##### Magatartás a játékvezetővel szemben
Maximum 5 pont, minimum 1 pont.
Itt is kerülni kell az átfedéseket (kétszeri számbavételt), azonban figyelembe vehető a kártyával büntetett szabálytalanságok súlyossága, valamint azok a szabálytalanságok, amelyekért a játékvezető nem adott kártyát. Mindenképpen negatív tényezőként értékelendő a szimulálás, legyen az sérülés vagy az ellenfél szabálytalanságának tettetése.
Honorálni kell a játékvezetővel szemben tanúsított pozitív gesztusokat, még olyat is, amikor a játékosok reklamálás nélkül veszik tudomásul a játékvezető számukra kedvezőtlen, esetleg tévesnek vagy kétesnek látszó döntését. Különösebb pozitív gesztus nélkül, de egyébként nem kifogásolható magatartás 4 pontot érdemel.

##### A vezetők magatartása
Maximum 5 pont, minimum 1 pont.
A fair play szelleme azt várja el a csapatok vezetőitől – ideértve az edzőt is -, hogy minden megengedett eszközzel fejlesszék csapatuk sportbeli, technikai, taktikai, morális, stb. színvonalát. Ugyanakkor megköveteli, hogy játékosait a fair play szellemében való magatartásra késztessék. Az értékelésnél mérlegelni kell a vezetők pozitív és negatív magatartását, pl. azt, hogy felzaklatott játékosaikat vagy szurkolóikat megnyugtatni igyekeznek, vagy ellenkezőleg, további nyugtalanságot szítanak, hogyan fogadják a játékvezető döntéseit. Stb. Ebből a szempontból az edzői nyilatkozatokat is figyelembe kell venni.
Különösebb pozitív gesztus nélkül, de egyébként nem kifogásolható magatartás 3 pontot érdemel.

##### Kiegészítő információk
Az MLSZ külön Fair Play díjat írt ki a csapatok közönsége számára. A közönség a mérkőzés szerves része, a szurkolók magatartása hozzájárulhat a csapat sikeréhez. A közönségtől nem a mérkőzés csendes szemlélését kell elvárni. A saját csapat biztatása kiabálással, énekléssel, stb. a fair play értelmében véve is emeli a mérkőzés légkörét.  Mindez azonban csak az ellenfél és a játékvezető tiszteletbe tartásával történhet. A fair play azt jelenti, hogy a közönség megbecsüli az ellenfelét, értékeli és honorálja annak teljesítményét, még akkor is, ha az ellenfél nyeri meg a mérkőzést. Negatív értékelést érdemel az a publikum, amely megfélemlíti az ellenfelet, a játékvezetőt vagy az ellentábor szurkolóit. A közönség magatartás nem értékelendő akkor, ha a szóban forgó csapat nézőinek száma elenyésző. Ilyen esetben e rovatba: „n.a.” (nem alkalmazható) jelet kell írni.